# Internationale Confederatie van Muziekverenigingen
De Internationale Confederatie van Muziekverenigingen (ICM) of Confédération Internationale des Sociétés Musicales (CISM) is een internationale bond van nationale organisaties van muziekverenigingen van hout- en koperblazers en slagwerkers. De ICM is opgericht in 1949. Bij de organisatie, gevestigd in Frankrijk, zijn 11 nationale organisaties uit Europa aangesloten die in totaal 18.000 muziekverenigingen vertegenwoordigen.

## Doelen
Het doel van de bond is het beschermen, beoefenen en versterken van de muziekcultuur. Om dit doel te bereiken worden adviezen en ondersteunende activiteiten voor amateurmusici aangeboden. Dit betreft onder andere internationale culturele uitwisselingen, muziekfestivals en competities, onderwijs en congressen, compositiewedstrijden, het aanmaken van adreslijsten en catalogi met informatie en materialen voor musici en het stimuleren van activiteiten voor jonge musici. Daarnaast ziet de ICM zichzelf als belangenbehartiger van de aangesloten verenigingen. Behalve concert- en symfonische blaasmuziek bevordert de organisatie ook nadrukkelijk traditionele muziek en volksstijlen, zoals Boheemse en Moravische blaasmuziek. 
Het orgaan van de ICM is het tijdschrift clarino.print.

## Weblinks
- CISM-website